# Australodynerus pusilloides
Australodynerus pusilloides är en stekelart som beskrevs av Giordani Soika 1961. Australodynerus pusilloides ingår i släktet Australodynerus och familjen Eumenidae.

## Underarter
Arten delas in i följande underarter:
- A. p. impudicus
- A. p. nigriventris